# Seznam stadionov v Italiji
Seznam stadionov v Italiji.

## Seznam
| Ime                            | Kraj               | Gradnja   | Gledalcev | Pomembnejše prireditve                                         | Slika |
| San Siro                       | Milano             | 1925-1926 | 85.700    | Svetovno prvenstvo v nogometu 1990                             |       |
| Stadio delle Alpi              | Torino             | 1990      | 67.229    | Svetovno prvenstvo v nogometu 1990                             |       |
| Stadio Adriatico               | Pescara            | 1955      | 19.500    |                                                                |       |
| Stadio Alberto Braglia         | Modena             | 1936      | 21.000    |                                                                |       |
| Stadio Alberto Picco           | La Spezia          |           | 12.000    |                                                                |       |
| Stadio Angelo Massimino        | Catania            | 1937      | 20.800    |                                                                |       |
| Stadio Arechi                  | Salerno            | 1991      | 37.894    |                                                                |       |
| Stadio Armando Picchi          | Livorno            | 1933      | 19.801    |                                                                |       |
| Stadio Artemio Franchi         | Firence            | 1931      | 47.282    |                                                                |       |
| Stadio Artemio Franchi         | Siena              | 1923      | 15.725    |                                                                |       |
| Stadio Atleti Azzurri d'Italia | Bergamo            | 1928      | 24.642    |                                                                |       |
| Stadio Breda                   | Sesto San Giovanni |           | 4.000     |                                                                |       |
| Stadio Brianteo                | Monza              |           | 18.568    |                                                                |       |
| Stadio Bruno Benelli           | Ravenna            | 1966      | 12.000    |                                                                |       |
| Stadio Bruno Recchioni         | Fermo              |           | 11.150    |                                                                |       |
| Stadio Carlo Castellani        | Empoli             | 1965      | 19.847    |                                                                |       |
| Stadio Carlo Speroni           | Busto Arsizio      |           | 4.000     |                                                                |       |
| Stadio Carlo Zecchini          | Grosseto           |           | 7.500     |                                                                |       |
| Stadio Cino e Lillo Del Duca   | Ascoli Piceno      | 1962      | 20.000    |                                                                |       |
| Arena Civica                   | Milano             |           | 18.000    |                                                                |       |
| Stadio Comunale                | Arezzo             | 1923      | 13.128    |                                                                |       |
| Stadio Comunale                | Pizzighettone      |           | 8.000     |                                                                |       |
| Stadio Comunale                | Teramo             |           | 4.100     |                                                                |       |
| Stadio Comunale                | Frosinone          |           | 5.300     |                                                                |       |
| Stadio Comunale                | Pistoia            |           | 13.195    |                                                                |       |
| Stadio Olimpico                | Torino             | 1933      | 65.000    | Svetovno prvenstvo v nogometu 1934 Zimske olimpijske igre 2006 |       |
| Stadio Marcantonio Bentegodi   | Verona             | 1963      | 45.000    |                                                                |       |
| Stadio Olimpico                | Rim                | 1952      | 82.307    | Svetovno prvenstvo v nogometu 1990                             |       |
| Stadio Sant'Elia               | Cagliari           | 1970      | 39.905    |                                                                |       |
| Stadio San Paolo               | Neapelj            | 1959      | 60.240    | Svetovno prvenstvo v nogometu 1990                             |       |